# Хонерт
Хонерт (нем. Honert) — природоохранная территория (категория заказник) в природно-историческом регионе Виттгенштайнер-Ланд (район Зиген-Виттгенштайн, Северный Рейн-Вестфалия, Германия). 

## География
Природоохранная территория Хонерт (SI-093) расположена на юго-западном склоне одноимённой горы Хонерт. Она круто, с множеством скальных выступов, спускается к реке Эдер. Ближайшие населённые пункты — поселения сельского типа Арфельд, Меккхаузен и Лауброт в южной части городской территории Бад-Берлебурга.
В нижней части склона находятся два закрытых входа в штольни по добыче сланца (добыча велась до 1912 года) и один вентиляционный люк закрытой шахты Св. Марии Магдалины (S.Mdl).
Природоохранная территория входит в состав более обширной ландшафтной охраняемой территории, куда кроме Хонерта отнесены заказники Фредлар, Хёрре и ландшафты реки Эдер.
Через территорию природоохранной территории Хонерт проходит автодорога районного значения К 50, соединяющая Меккхаузен с Арфельдом; бывшее полотно железной дороги Бад-Берлебург — Аллендорф (ныне участок дальней велосипедной дорожки вдоль Эдера) и туристские тропы.

## Биотопы
На территории природного заказника выделены три биотопа:

### BK-4916-0084
Участок заказника на его западной стороне. Здесь на поверхности располагаются два небольших карьера, а в нижней засти заповедной территории находится закрытый вход в главную штольню длиной 104 м и четырём боковым тоннелям длиной от 66 до 140 м. В тоннелях выработаны многочисленные «горные залы» с отложениями осколков сланца. Здесь в 1860—1912 гг. шахтным способом велась добыча качественного глинистого сланца. Небольшой заваленный проход ведёт к ещё одной обширной системе тоннелей, до сих пор не исследованных. В настоящее время тоннели являются долговременным зимовьем для как минимум четырёх видов летучих мышей, поэтому тоннели Хонерта являются важным звеном в сети подземных зимовок летучих мышей Вестфалии. Это центральное место в сети зимовок большеухих летучих мышей в южном Зауэрланде.

### BK-4916-024
Лесистый склон горы Кляйнер-Раммельсберг на юго-западе спускается круто вниз к долине Эдера. Здесь преимущественно распространены еловые леса с двумя небольшими группами букового древостоя. Горные породы выходят на поверхность в виде групповых и отдельных скальных рёбер.

### BK-4916-052
Вся остальная центральная и восточная территория заповедной зоны. Здесь в начале XX века шахта Хонерт святой Марии Магдалины, в которой добывали кровельный сланец. Здесь бедная луговая растительность с небольшими кустарниками на крутых каменистых склонах. Прямо по территории проходит полотно бывшей железнодорожной линии Раумланд — Франкенберг, закрытой в 1981 году.

## Флора
Бедренец камнеломковый — Белокопытник гибридный — Бузина красная — Бук европейский — Валериана лекарственная — Герань Роберта — Горошек волосистый — Граб обыкновенный — Грыжник гладкий — Дуб черешчатый — Душистый колосок обыкновенный — Ежа сборная — Ель обыкновенная — Звездчатка ланцетовидная — Земляника лесная — Золотарник обыкновенный — Ива ушастая — Иван-чай узколистный — Кипрей железистостебельный — Клевер пашенный — Колокольчик круглолистный — Козлобородник луговой — Костенец северный — Купена мутовчатая — Ластовень лекарственный — Луговик извилистый — Малина — Марьянник луговой — Молочай кипарисовый — Наперстянка пурпурная — Недотрога желёзконосная — Осина — Очиток едкий — Очиток ложный — Пастернак посевной — Пахучка обыкновенная — Пижма обыкновенная — Пикульник обыкновенный — Пикульник узколистный — Полынь обыкновенная — Посконник коноплёвый — Пролесник многолетний — Пупырник японский — Райграс высокий — Ракитник венечный — Рябина обыкновенная — Тёрн — Тысячелистник обыкновенный — Фиалка Ривинуса — Черешня — Черника — Чина лесная — Чина льнолистная — Шиповник собачий — Щавель воробьиный — Ясень обыкновенный — Ястребинка постенная — Ястребиночка обыкновенная.

## Фауна
Большая ночница — Бурый ушан — Водяная ночница — Длинноухая ночница — Живородящая ящерица — Ночница Брандта — Ночница Наттерера — Обыкновенная медянка — Обыкновенный жулан — Садовая славка — Усатая ночница